# Orbita (település)
Orbita egy község Spanyolországban, Ávila tartományban. Orbita Gutierre-Muñoz, Tiñosillos, Espinosa de los Caballeros, Codorniz, Martín Muñoz de las Posadas és Arévalo községekkel határos. Lakosainak száma 69 fő (2024).

## Népesség
A település népessége az utóbbi években az alábbiak szerint változott:
| Lakosok száma | 102  | 101  | 97   | 96   | 97   | 80   | 78   | 75   | 73   | 69   |
|               | 2001 | 2004 | 2006 | 2009 | 2011 | 2014 | 2016 | 2019 | 2021 | 2024 |